# Caterina Murino
Pour les articles homonymes, voir Murino (homonymie).
Caterina Murino, née en Sardaigne à Cagliari le 15 septembre 1977, est une actrice italienne. Elle est notamment connue pour avoir joué le rôle de Léa Leoni dans L'Enquête corse (2004), celui d'une James Bond girl dans Casino Royale (2006), et celui d'Olivia Vésinet, médecin dans l'une des séries phares de TF1, Balthazar (2022).

## Biographie

### Concours de beauté et études
Courant 1997, Caterina Murino tente sa chance et se présente dans plusieurs concours de beauté, et elle finit 5e dauphine de Miss Italie 1997. Elle commence alors des études de médecine, mais échoue par deux fois au concours de première année, malgré un bon classement final.
À 18 ans, elle quitte la Sardaigne et suit en 1999 et 2000 des cours de comédie au laboratoire de théâtre de l'école de cinéma de Francesca de Sapio. Elle y joue notamment Richard III de William Shakespeare.

### Carrière de comédienne
Elle débute au théâtre dès 1999 et fait ses débuts à la télévision en 2002, apparaissant notamment dans la série Un sacré détective et dans le téléfilm Le Jeune Casanova.
Outre l'italien, elle parle couramment l'anglais et le français, ce qui lui ouvre les portes d'une carrière internationale et lui permet aussi d’être sa propre voix dans les versions françaises. Elle pratique par ailleurs l'équitation sportive et la danse.
En 2004, elle est choisie pour tenir le rôle de Léa Léoni dans le film français L'Enquête corse aux côtés de Jean Reno et Christian Clavier.
En 2006, elle incarne le personnage de Solange Dimitrios dans Casino Royale avec Daniel Craig. La même année, elle retrouve Christian Clavier dans Les Bronzés 3 en jouant la maîtresse de Thierry Lhermitte.

### Vie privée
Caterina Murino a vécu à Montmartre, en couple avec Pierre Rabadan, joueur de rugby. Elle vit aujourd’hui avec Édouard Rigaud, avocat parisien.

### Engagements
Catholique pratiquante, elle se consacre à l’Association pour la médecine et la recherche en Afrique (AMREF), dont elle est ambassadrice de bonne volonté.

## Filmographie

### Cinéma

#### Longs métrages
- 2002 : Nowhere de Luis Sepúlveda : la femme des rêves
- 2004 : L'Enquête corse d'Alain Berbérian : Léa Léoni
- 2005 : L'Amour aux trousses de Philippe de Chauveron : Valeria
- 2006 : Les Bronzés 3 - Amis pour la vie de Patrice Leconte : Helena
- 2006 : Casino Royale de Martin Campbell : Solange
- 2007 : Ciao Stefano de Gianni Zanasi : Nadine
- 2007 : St. Trinian's de Oliver Parker et Barnaby Thompson : Miss Maupassant
- 2008 : Le Grand Alibi de Pascal Bonitzer : Lea Mantovani
- 2008 : Made in Italy de Stéphane Giusti : Monica
- 2008 : The Garden of Eden de John Irvin : Marita
- 2008 : Il seme della discordia de Pappi Corsicato : Veronica
- 2010 : Comme les cinq doigts de la main d'Alexandre Arcady : Linda Hayoun
- 2010 : Die, le châtiment (Die) de Dominic James : Sofia Valenti
- 2011 : Équinoxe de Laurent Carcélès : Nathalie / la veuve
- 2011 : La Proie d'Éric Valette : Anna Adrien
- 2012 : Les Pirates ! Bons à rien, mauvais en tout (The Pirates! Band of Misfits) de Peter Lord (voix)
- 2015 : Florence Fight Club (Vstavay i beysya) de Stefano Lorenzi : Nadia
- 2015 : Antigang de Benjamin Rocher : Margaux
- 2016 : C'est quoi cette famille ?! de Gabriel Julien-Laferrière : Marie
- 2016 : Ustica: The Missing Paper (Ustica) de Renzo Martinelli : Roberta Bellodi
- 2016 : Fever de Rajeev Jhaveri : Irina Caro
- 2017 : Chi salverà le rose ? de Cesare Furesi : Valeria Santelia
- 2017 : Voice from the Stone d'Eric D. Howell : Malvina Ruvi
- 2017 : Agadah d'Alberto Rondalli : Princesse M. S.
- 2018 : Et mon cœur transparent de David Vital-Durand et Raphaël Vital-Durand : Irina
- 2018 : Se son rose de Leonardo Pieraccioni : Benedetta
- 2019 : Toute ressemblance... de Michel Denisot : Elisa
- 2020 : Bianco di Babbudoiu d'Igor Biddau : Giusy
- 2021 : Selfiemania, segment Temper Tantrum de Francesco Colangelo : Caterina
- 2021 : Il giudizio de Gianluca Mattei et Mario Sanzullo : Elena
- 2021 : Mon frère, ma sœur (Mio fratello mia sorella) de Roberto Capucci : Giada
- 2021 : Veneciafrenia d'Álex de la Iglesia : Claudia
- 2021 : Art of Love (Simone) de Betty Kaplan : Carmen Lindo
- 2022 : Maestro(s) de Bruno Chiche : Rebecca Martinelli
- 2023 : Good Vibes de Janet de Nardis
- 2023 : N.E.E.T. d'Andrea Biglione
- 2024 : The Opera ! de Paolo Gep Cucco et Davide Livermore : la concierge

#### Courts métrages
- 2009 : Toute ma vie de Pierre Ferrière : Alessandra
- 2011 : Intérieur femme de Kim Doan : la jeune femme
- 2012 : Gabin le mime de Cyril Rigon : Nina
- 2013 : La Trilogie française de Philippe Terrier-Hermann : elle-même
- 2013 : Good Guys Can't Afford Us d'Alexei Berteig : Anya
- 2014 : L'Automne de Zao de Nikolaus Roche-Kresse : la mère
- 2016 : Par tous les seins de Caroline Le Moing : Voix

### Télévision

#### Séries télévisées
- 2002 : Le Jeune Casanova (Il giovane Casanova) (2 épisodes) : Zanetta (Italie/ France/ Allemagne)
- 2002 : Un sacré détective (Don Matteo) (1 épisode) : Sandra Lovati (Italie)
- 2003 : In der Mitte eines Lebens (1 épisode) : Lucia Viola (Allemagne)
- 2004 : Orgoglio (9 épisodes) : Franca Baldini (Italie)
- 2006 : Vientos de agua de Juan José Campanella (mini-série) (6 épisodes) : Sophie (Argentine/Espagne)
- 2008 : XIII : La Conspiration (mini-série) (2 épisodes) : Sam (France)
- 2008 : Donne assassine (1 épisode) : Anna Maria (Italie)
- 2011 : Zen (mini-série) (3 épisodes) : Tania Moretti (Italie/Angleterre)
- 2011 : XIII : La Série (8 épisodes) : Sam (France)
- 2013 : Odysseus (12 épisodes) : Pénélope (France/Italie/Portugal)
- 2014 : Taxi : Brooklyn (4 épisodes) : Giada Giannini (France)
- 2015 : È arrivata la felicità (Italie)
- 2016 : Deep (3 épisodes) : Gabriella (Italie)
- 2017 : L'isola di Pietro (Italie)
- 2017 : Force et honneur (1 épisode) : Caterina (France)
- 2019 : Le temps est assassin (8 épisodes) : Palma Idrissi (France)
- 2021 : Plan B (1 épisode) : Eve Lalonde (France)
- 2021 : César Wagner (saison 1, épisode 4 Tout l'or du Rhin) : Flora Salvi (France)
- 2022 : La Maison d'en face (mini-série) (2 épisodes) : Livia Chevalier (France)
- 2022-2023 : Balthazar (12 épisodes) : Docteure Olivia Vesinet (France)
- 2023-2025 : Escort Boys (9 épisodes) : Olga Sakiris (France)
- 2025 : Le Monde magique de Jérôme Commandeur de Jérôme Commandeur (1 épisode) (France)

#### Téléfilms
- 2002 : Le Ragazze di Miss Italia de Dino Risi (Italie)
- 2004 : Des jours et des nuits de Thierry Chabert : Dora (France)
- 2004 : Part Time d'Angelo Longoni : la fille au bar (Italie)
- 2006 : Eleonora d'Arborea de Claver Salizzato : Éléonore d'Arborée (Italie)
- 2024 : Hors limites d'Éric Valette : Franziska (France)

### Clips
- 2011 : Far l'amore de Bob Sinclar Feat. Raffaella Carrà, réalisé par : la femme
- 2013 : L'Italiano de The Gypsy Queens, réalisé par Adam King : invitée au restaurant

## Théâtre
- 2022 : Le Tourbillon de et mise en scène Francis Veber, Théâtre de la Madeleine (Paris)
- 2023 : Piège pour un homme seul de Robert Thomas, mise en scène Michel Fau, Théâtre de la Michodière (Paris)
- 2024 : La Veuve rusée de Carlo Goldoni, mise en scène Giancarlo Marinelli, Théâtre des Bouffes Parisiens (Paris)